# La Bourgogne
Die La Bourgogne war ein 1886 in Dienst gestelltes Passagierschiff der französischen Reederei Compagnie Générale Transatlantique (CGT), das Passagiere, Fracht und Post von Le Havre nach New York beförderte. Sie war mit 7.395 Bruttoregistertonnen (BRT) das bis dahin größte Passagierschiff dieser Reederei. Der Luxusdampfer, der als „schwimmender französischer Palast“ beschrieben wurde, sank am 4. Juli 1898 nach einer Kollision mit einem britischen Segelschiff vor der Küste von Nova Scotia (Kanada). Dabei kamen 565 Menschen ums Leben. Der Untergang der La Bourgogne war der schwerste Unfall in der Geschichte der CGT in Friedenszeiten sowie eines der größten Unglücke in der Geschichte der zivilen französischen Dampfschifffahrt.

## Das Schiff
Die La Bourgogne war der letzte in einer Serie von vier neuen Transatlantiklinern, die die CGT im Jahr 1886 für den Passagierdienst auf dem Nordatlantik in Dienst stellte. Die anderen drei waren La Champagne mit 7087 BRT, La Gascogne mit 7071 BRT und La Bretagne mit 6754 BRT. Die vier Schwesterschiffe wurden nach Regionen Frankreichs benannt und von dem in Paris ansässigen Inneneinrichter Jules Allard et Fils ausgestattet, einem der damals populärsten Raumgestalter seiner Zeit, der besonders für sein extravagantes Modedesign bekannt war.

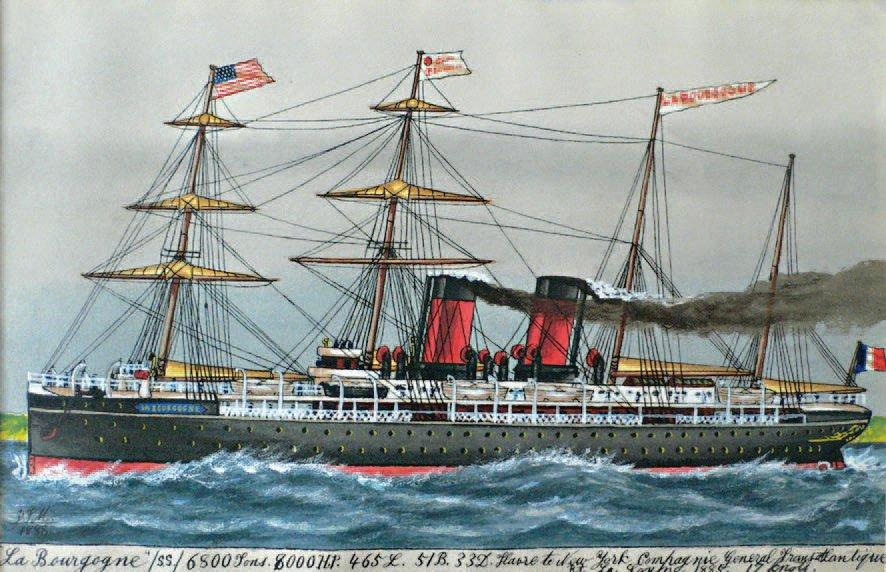
Gouache-Aquarell von James Scott Maxwell (1886).

Die La Bourgogne wurde von der 1853 gegründeten Schiffsbauwerft Société des Forges et Chantiers de la Méditerranée (FCM) an der Côte d’Azur gebaut. Das Schiff lief am 8. Oktober 1885 vom Stapel und legte am 19. Juni 1886 zu seiner Jungfernfahrt ab. Das 150 Meter lange Dampfschiff hatte zwei Schornsteine, einen Propeller und vier Masten.
In ihren zwölf Jahren Dienstzeit beförderte die La Bourgogne viele bekannte Persönlichkeiten, darunter den langjährigen Bischof der episkopalischen Diözese von Long Island, Rev. Abram Newkirk Littlejohn, oder den amerikanischen Erfinder Thomas Alva Edison. Im März 1889 reiste die 1946 heiliggesprochene Missionarin Franziska Xaviera Cabrini an Bord der La Bourgogne erstmals in die USA. Am 29. Februar 1896 rammte und versenkte die La Bourgogne im Hafen von New York in dichtem Nebel das Dampfschiff Ailsa (1830 BRT) der britischen Reederei Atlas Steamship Line. Im darauf folgenden Jahr, 1897, wurde das Schiff modernisiert und entsprechend umgebaut: Es wurden neue Kessel eingebaut, moderne Vierfachexpansionsmaschinen installiert und zwei seiner Masten entfernt.

## Untergang

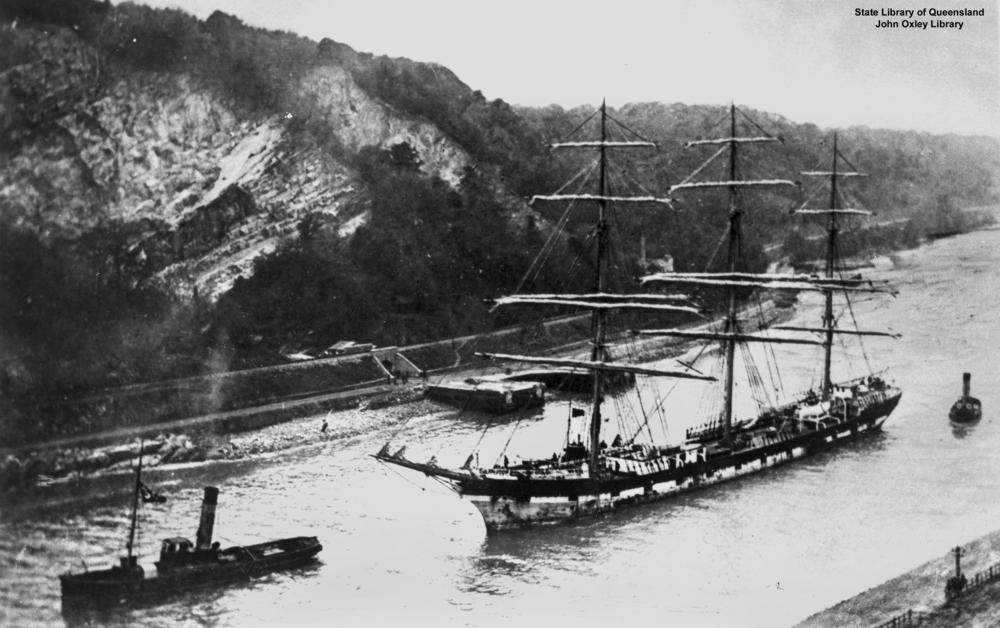
Die Cromartyshire auf dem Fluss Avon (undatiertes Bild).

Am Sonnabend, dem 2. Juli 1898 um 10.00 Uhr verließ der Dampfer New York für eine weitere Überfahrt nach Le Havre. An Bord befanden sich 730 Menschen, 222 als Schiffsbesatzung und 508 als Passagiere. Die meisten waren Franzosen, daneben einige US-Amerikaner, Österreicher, Italiener oder Menschen anderer Nationalitäten. Zudem waren rund 1000 Tonnen Fracht im Wert von sechs Millionen US-Dollar sowie 170 Postsäcke an Bord. Das Kommando hatte der 44-jährige Kapitän Antoine Charles Louis Deloncle (Vater von Eugène Deloncle), der seit fünf Jahren Schiffsführer der CGT war und den Spitznamen „loup de mer“ (Seewolf) trug. Er galt als sehr zuverlässig und kommandierte noch bis vor wenigen Monaten die bereits 1883 in Dienst gestellte La Normandie. Auf der La Bourgogne hatte Deloncle bisher nur wenige Fahrten gemacht.

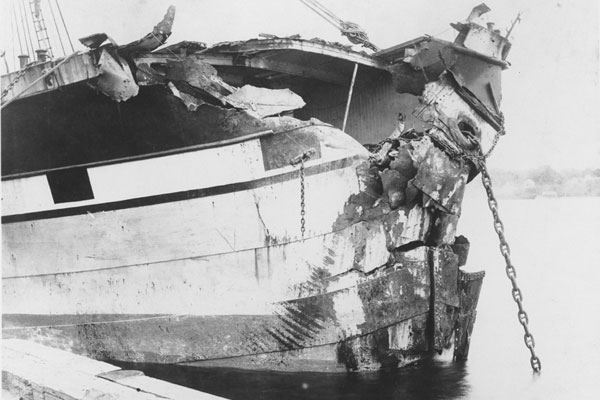
Der eingedrückte Bug der Cromartyshire nach der Kollision.

In der Nacht vom 3. auf den 4. Juli geriet die La Bourgogne an der Neufundlandbank in eine große Nebelbank. Der Nebel war sehr dicht. Die Geschwindigkeit ließ Kapitän Deloncle nicht reduzieren. Das Passagierschiff kam im Laufe der Nacht etwa 160 Meilen vom Kurs ab. In den frühen Morgenstunden des 4. Juli kam es etwa 60 Meilen südlich der Insel Sable Island vor der kanadischen Küste von Nova Scotia gegen 5.00 Uhr zur Kollision mit einem Frachtsegler der Shire Line (London). Dabei bohrte sich in die Steuerbordseite des wesentlich größeren Dampfers der Bug der britischen Cromartyshire (1.554 BRT), die unter dem Kommando von Kapitän Oscar Henderson 2000 t Kalk von Dünkirchen nach Philadelphia transportierte. An Bord der La Bourgogne hatte niemand die Cromartyshire zuvor bemerkt. Der Zusammenstoß war so heftig, dass viele Rettungsboote auf der Steuerbordseite beschädigt wurden und im Maschinenraum immenser Schaden entstand. Das Schiff bekam Schlagseite und nahm sehr schnell Wasser auf.

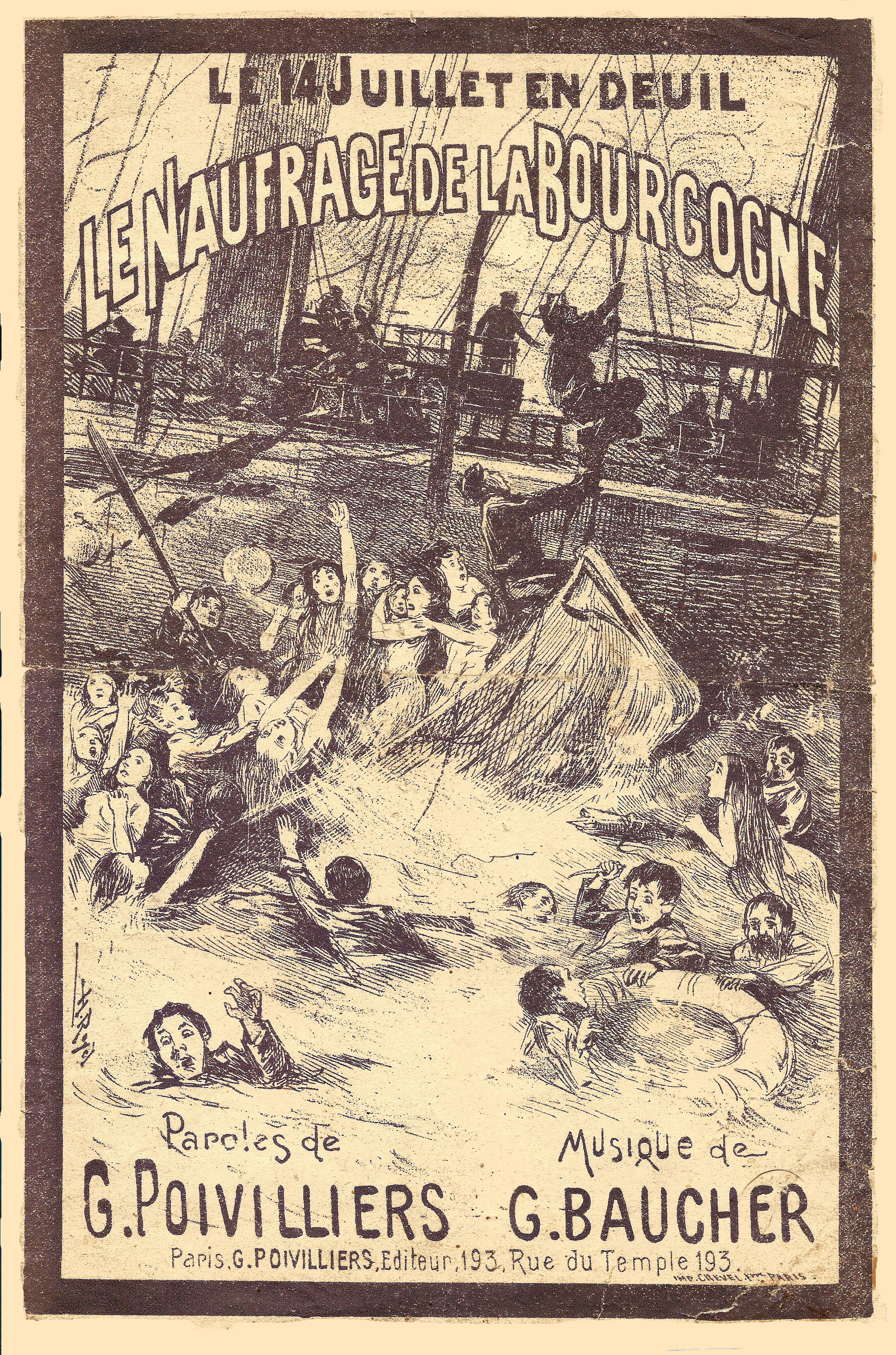
Partitur von Le naufrage de La Bourgogne.

Unter den Passagieren, die aus dem Schlaf gerissen wurden, brach Panik aus, auf dem Bootsdeck herrschten Chaos und Verwirrung. Überlebende berichteten später, dass sich einige Männer aus dem Zwischendeck mit Messern und Revolvern zu den Booten kämpften. Es gab nicht genügend Rettungsboote, und von den wenigen, die die Havarie überstanden hatten, wurden einige überfüllt zu Wasser gelassen, schlugen voll Wasser und kenterten. Eines der Boote, das überwiegend Frauen und Kinder an Bord hatte, wurde von einem der Schornsteine zerquetscht, als dieser auf das Wasser aufschlug. Es wurden keine Schwimmwesten verteilt, und viele Passagiere, die nicht schwimmen konnten, ertranken.
Kapitän Deloncle und seine Offiziere versuchten vergeblich, die Passagiere zu beruhigen und sicher vom Schiff zu bekommen. Der Kapitän versuchte zunächst noch, das Schiff auf Grund laufen zu lassen, um es zu retten, aber es sank 40 Minuten nach der Kollision. Insgesamt 565 Menschen kamen durch die Katastrophe ums Leben, davon 447 Passagiere und 118 Besatzungsmitglieder. 165 Menschen überlebten (61 Passagiere und 104 Besatzungsmitglieder). Von den 125 Frauen an Bord war Victoire Lacasse, Ehefrau eines in Plainfield (New Jersey) lebenden französischen Lehrers, die einzige Überlebende. Auch ihr Gatte wurde gerettet, weil sich die beiden glücklicherweise auf Deck befanden, „von wo sie durch die Wellen ins Meer geschwemmt“ wurden. Kapitän Deloncle und fast alle Offiziere gingen mit dem Schiff unter. Unter den Todesopfern waren der damals bekannte türkische Ringer Yusuf İsmail, der amerikanische Maler De Scott Evans mit drei Töchtern, der Sprachforscher und Lateinprofessor Edward Lorraine Walter, der amerikanische Bildhauer Emil H. Wuertz, der französische Maler Léon Pourtau, drei Mitglieder des Boston Symphony Orchestra, Anna Price Dillon und Annie Dillon Oliver, Ehefrau und Tochter des US-Richters John Forrest Dillon sowie Anthony Pollok, US-amerikanischer Patentanwalt aus Washington, D.C. mit Ehefrau Marie.
Zur damaligen Zeit waren Transatlantikschiffe noch nicht mit drahtloser Telegrafie ausgestattet, daher konnte nicht per Funk um Hilfe gerufen werden. Die Geretteten wurden von der Cromartyshire an Bord genommen, die einen Teil ihrer Fracht abwarf, um leichter zu werden und Platz für die Schiffbrüchigen zu machen. Sie blieb schwimmfähig, obwohl ihr Bug fast abgetrennt war. Inzwischen war der Passagierdampfer Grecian der kanadischen Allan Line am Unglücksort eingetroffen und nahm das beschädigte Segelschiff in Schlepp, um es nach Halifax zu bringen.

## Gedenken
Félix Faure, der Präsident der dritten Republik, gab am Abend des 6. Juli „selbst telephonisch gegenüber der Transatlantischen Gesellschaft seinem Beileid anläßlich der Katastrophe der ‚Bourgogne‘ Ausdruck“.
Paul Deschanel, der Präsident der Abgeordnetenkammer, drückte während der Sitzung vom 7. Juli „namens der Kammer allen französischen Familien, welche durch die schreckliche Katastrophe der ‚Bourgogne‘ in Trauer versetzt wurden, das Beileid aus und gedachte der muthvollen Haltung der Schiffsofficiere, welche in Erfüllung ihrer Pflicht den Tod gefunden haben“.
Zar Nikolaus II., Königin Victoria und Prinzessin Waldemar von Dänemark „drückten dem Präsidenten Faure telegraphisch ihre Theilnahme aus Anlaß der Katastrophe der ‚Bourgogne‘ aus“. Kaiser Wilhelm II. sandte an Faure ein Telegramm in französischer Sprache. Die deutsche Übersetzung lautet:

„Soeben erfahre ich die schreckliche Nachricht von der Katastrophe, welche Frankreich durch den Untergang der ‚Bourgogne‘ betroffen. Ich bitte Sie, Herr Präsident, an mein aufrichtiges Beileid zu glauben. Ich wünschte, daß die Tiefe dieser Gefühle im Stande wäre, die Thränen der Unglücklichen zu trocknen, welche so schmerzliche Verluste erlitten, doch ist es Gott allem, der die Macht hat, die Herzen zu trösten.“

Willy Stöwer erinnerte an die Schiffskatastrophe in seinem Bild „Der letzte Händedruck“.